# Sharon Hambrook
Sharon Hambrook (Calgary, 28 de marzo de 1963) es una deportista canadiense que compitió en natación sincronizada.
Participó en los Juegos Olímpicos de Los Ángeles 1984, obteniendo una medalla de plata en la prueba dúo. Ganó dos medallas de oro en el Campeonato Mundial de Natación de 1982.

## Palmarés internacional
| Juegos Olímpicos   | Juegos Olímpicos             | Juegos Olímpicos | Juegos Olímpicos |
| Año                | Lugar                        | Medalla          | Prueba           |
| ------------------ | ---------------------------- | ---------------- | ---------------- |
| 1984               | Los Ángeles (Estados Unidos) | Medalla de plata | Dúo              |
| Campeonato Mundial |                              |                  |                  |
| Año                | Lugar                        | Medalla          | Prueba           |
| 1982               | Guayaquil (Ecuador)          | Medalla de oro   | Dúo              |
| 1982               | Guayaquil (Ecuador)          | Medalla de oro   | Equipo           |